# Carattere da-sinistra-a-destra
Il carattere da-sinistra-a-destra, in inglese: "left-to-right mark" (LRM), è un carattere di controllo utilizzato nella composizione tipografica computerizzata di testi bidirezionali, ossia contenenti sia sistemi di scrittura destrorsi, cioè che procedono da sinistra a destra, come quello latino o quello cirillico, sia sistemi sinistrorsi, come quello persiano, quello arabo o quello ebraico. In particolare, tale carattere è utilizzato per cambiare il modo in cui i caratteri a esso adiacenti sono raggruppati rispetto alla direzione del testo.

## Unicode
Nel sistema di codifica Unicode, l'RLM è codificato come U+200E  LEFT-TO-RIGHT MARK(HTML &#8206;⧼dot-separator⧽ &lrm;), ed in UTF-8 il suo codice è E2 80 8E.

## Esempio di utilizzo in HTML
Supponendo che lo scrittore voglia inserire un'espressione in italiano all'interno di una frase scritta in arabo. Scrivendo la frase "Il linguaggio C++ è un linguaggio di programmazione utilizzato..." in arabo e senza l'utilizzo del carattere da-sinistra-a-destra, questo verrà mostrata come di seguito:
```
لغة C
++
 هي لغة برمجة تستخدم...
```

Inserendo invece l'LRM dopo il  "++" nel codice HTML, la frase verrà mostrata in questo modo:
```
لغة C
++
‎
 هي لغة برمجة تستخدم...
```

Questo accade perché il browser riconosce che la frase è scritta con un sistema sinistrorso (in questo caso l'alfabeto arabo) ed applica la punteggiatura, che è neutrale rispetto alla direzione, coordinandola con la parte più consistente del testo circostante, vale a dire con tutto il paragrafo eccetto l'espressione "C++". La presenza del carattere da-sinistra-a-destra, invece, indica al browser che i caratteri di punteggiatura ad esso adiacenti sono circondati solo da testo destrorso e quindi esso li posiziona come se si trovassero all'interno di una frase scritta con un sistema destrorso, ponendoli quindi a destra del testo.